# Orquestra Académica da Universidade de Lisboa
A Orquestra Académica da Universidade de Lisboa (OAUL) é uma orquestra amadora, criada em Janeiro de 2014, para a comunidade da Universidade de Lisboa.

## Objetivo e história
Criada no início no início do ano lectivo de 2013-2014, a Orquestra Académica da Universidade de Lisboa é uma orquestra destinada a criar um espaço de convívio e partilha da cultura e da música entre todos os elementos da comunidade académica da Universidade de Lisboa que tocam um instrumento.
A OAUL foi criada para assinalar e celebrar a Universidade que resultou da fusão das anteriores Universidade de Lisboa e Universidade Técnica de Lisboa. Este projeto antigo começou a ganhar forma através de um inquérito enviado aos alunos da Universidade de Lisboa e da Universidade Técnica de Lisboa para aferir o interesse da comunidade na criação de uma orquestra universitária. Esta orquestra permitiria não só levar o nome da universidade mais longe mas também enriquecer as valências que os seus elementos, músicos amadores, possuem fora das áreas que diariamente exploram.
O arranque deste projeto tornou-se possível através de uma parceria com a Orquestra de Câmara Portuguesa (OCP) no âmbito do projeto social OCPdois e com o financiamento do Programa de Apoio às Actividades Extra-curriculares de Estudantes, tendo-se reunido um grupo inicial de 35 músicos que realizou a primeira apresentação à comunidade universitária no dia 21 de junho de 2014, apenas quatro meses após o início dos trabalhos de ensaio. Durante os anos seguintes a orquestra apresentou obras como o Aprendiz de Feiticeiro de Dukas, as Danças Polovtsianas do Principe Igor de Borodin, a Abertura Festival Académico de Brahms e obras nacionais como a Sinfonia à Pátria de Vianna da Motta e o Nocturno de Fragoso. Em 2019, interpretou em conjunto com o Instituto Gregoriano de Lisboa a ópera A Flauta Mágica de Mozart.
De forma a aumentar o seu efectivo orquestral, no ano lectivo de 2014-2015 a orquestra abriu-se a todos os músicos amadores da região de Lisboa que desejem partilhar a experiência orquestra e contexto sinfónico.

## Composição
Em 2020 a OAUL conta com quase 100 músicos que participam em ensaios semanais conduzidos pelo Maestro Tiago Oliveira, com Jorge Leiria e Alexandre Gomes como Maestros Assistentes.
A OAUL conta com o apoio da Junta de Freguesia de Alvalade.

## Atividade
A OAUL apresentou peças sinfónicas de compositores como Dvorak, Joly Braga Santos, Tchaikovsky,  Strauss II, Sibelius, Elgar, Grieg, Tchaikovsky, Rachmaninoff, Stravinsky, entre outros mas também de câmara e em colaboração com o Coro de Câmara da Universidade de Lisboa apresentando-se em três concertos com a obra "Magnificat em Talha Dourada" de Eurico Carrapatoso, com a Missa em Ré de Dvorak, a Missa da Coroação de Mozart, entre outros
No concerto de final de temporada de junho de 2016 a OAUL apresentou-se com convidados da Notas de Contacto: OCPsolidária na CERCIOEIRAS, um projecto de responsabilidade social da OCP que desenvolve o acesso à cultura e aprendizagem através da música para pessoas com dificuldade intelectuais e desenvolvimentais. Foram tocadas obras de Copland, Grieg, Lully, Mussorgsky, Dukas e Brahms.
A OAUL apresentou-se no Primeiro Festival de Orquestras Académicas realizado em Coimbra em 28 de novembro de 2015 a convite da Tuna Académica da Universidade de Coimbra (TAUC) num concerto realizado no Pavilhão Centro de Portugal.
Em 2017, foi apresentado o Concerto "Portugal no virar dos séculos" com a Sinfonia à Pátria de Vianna da Motta, o Nocturno de Fragoso e Açores de João Costa.
Em 2018 o Centro Cultural Regional de Santarém organizou uma noite de musica clássica no Convento de São Francisco em Santarém, com as duas Danças Húngaras nº5 e nº6 de Brahms e a Sinfonia nº 9 do “Novo Mundo” de Dvorak.
Em 2019, a OAUL juntou-se aos alunos de Canto e ao Coro de Câmara do Instituto Gregoriano de Lisboa para apresentar a ópera A Flauta Mágica de Mozart. Com a participação especial de Patrycja Gabrel como Rainha da Noite, encenação de João Henriques e direção de Tiago Oliveira. A ópera foi cantada na versão portuguesa de Alexandre Delgado.
Também em 2019, o pianista Mário Laginha, o saxofonista Ricardo Toscano, o músico Valter Lobo e a cantora Beatriz Pessoa subiram ao palco da Aula Magna no âmbito do concerto “Universidade por Moçambique”. A Orquestra Académica da Universidade de Lisboa também participou neste concerto promovido pela Universidade de Lisboa
Tem vindo a realizar concertos de Natal organizados em conjunto com a Associação de Antigos Alunos da Universidade de Lisboa desde 2017. Em 2017 foi interpretada a Suite do Quebra-Nozes de Tchaikovsky e a Fantasia on Christmas Carols de Vaughan-Williams, entre outras, com a participação do Coro da Universidade de Lisboa, do Coro de Câmara do Instituto Gregoriano de Lisboa, do Coro Essence Voices, contando com a soprano Ana Paula Russo e o barítono Armando Possante. Em 2018, foi intepretada a Carol-Symphony de Victor Hely-Hutchison, e os Cantos de Natal de Lopes Graça, com o Coro Infanto-Juvenil da Universidade de Lisboa, na Aula Magna e também na Igreja de São Domingos em Lisboa. Em 2019 foram interpretadas obras de compositores do continete americano no concerto denominado AmeriChristmas, como a Rhapsody in Blue de Gershwin com Philippe Marques ao piano, a Ária das Bachianas Brasileiras n.º 5 de Villa Lobos, o Adagio para Cordas de Barber ou a abertura de Candide de Bernstein, contando com dançarinos da Faculdade de motricidade humana.
Em 2019, a NiT fez uma reportagem sobre os bastidores de uma orquestra em que é filmado um ensaio da OAUL.

## Associação
A Associação Orquestral Académica de Lisboa (AOAL) foi constituída em Junho de 2016, nascendo da vontade de um grupo de músicos da Orquestra Académica da Universidade de Lisboa (OAUL) de apoiar a criação de arte de cariz amador num contexto académico, contribuindo para disseminar a cultura na sociedade.
A AOAL é uma associação de carácter cultural, pedagógico e artístico e tem por fim realizar ações no âmbito da produção musical e gerir projetos instrumentais amadores, envolvendo, designada, mas não exclusivamente, antigos e atuais estudantes, funcionários e docentes universitários. A AOAL tem ainda como fim a realização de ações de formação para os seus associados, integrar e possibilitar a troca de conhecimentos e experiências entre os associados e realizar ações de natureza sociocultural compatíveis com o carácter da associação.

A AOAL é constituída por sócios efectivos (os músicos da orquestra), beneméritos e honorários, sendo responsável pela gestão da OAUL numa parceria com a Universidade de Lisboa. Concretamente, a Direcção da AOAL garante a realização de audições para a admissão de novos músicos, a divulgação das actividades, a organização de actividade e concertos, a compra e manutenção de material, a interação com a Universidade de Lisboa e outras entidades, a coordenação com a Direcção Artística e a gestão financeira. A AOAL conta atualmente com mais de 100 associados.